# Könyvek szökőkútja
A Könyvek szökőkútja (Fontana dei Libri) Rómában, a Staderari utcában (Via degli Staderari), egy falmélyedésben található az állami levéltár épületének oldalán.

## Története
A kutat 1927-ben készítette Pietro Lombardi (1894–1984) olasz építész. Az építmény elhelyezése a városi önkormányzat projektjének része volt, amelynek során lecserélték a vasból készült ivókutakat, egyben emléket állítottak Róma régi kerületeinek és az eltűnt mesterségeknek.
A kút helyén egykor mázsálómérleg-műhely működött, de az építmény, szimbólumai révén, nem ennek állít emléket. A négy vaskos könyv az utca korábbi nevére, Egyetem utca (Via dell'Università) és a kútnak helyet adó épület egykori funkciójára utat. A ma levéltárként működő épület korábban A bölcsesség palotája (Palazzo della Sapienza) néven felsőoktatási intézmény volt.
A kút közepén elhelyezett szarvasfej a régi, Szent Eustachius vértanúról elnevezett kerület (Rione Sant'Eustachio) jele volt; a fej fölött, függőlegesen, olvasható is a kerület neve. A kút felső harmadában elhelyezett kőgolyók a Medici-család címerére utalnak; ők voltak a tulajdonosai a túlsó oldalon álló palotának (Palazzo Madama). A függőlegesen futó felirat egyik oldalán látható R az olasz rione (kerület) szóra, a másikra vésett IV pedig a kerület számára utal. Utóbbi hibásan, ugyanis a Rione Sant'Eustachio Róma nyolcadik (VIII) kerülete volt. A felső keretre vésett Az S. P. Q. R. a latin Senatus Populusque Romanus, azaz a római szenátus és a római nép rövidítése. A Via degli Staderari a Piazza Navona felől a Pantheon irányába fut.